# Hans Peter Duerr
Pour le physicien allemand, voir Hans-Peter Dürr.
Hans Peter Duerr est un anthropologue allemand né le 6 juin 1943. Il étudie à l'Université de Vienne puis celle de Heidelberg. En 1971, il soutient la thèse de doctorat, en allemand : Bewußtseinstheorie in Philosophie, "Théorie de la conscience en philosophie".
De 1975 à 1980, il est chargé de cours et professeur invité, en ethnologie et histoire culturelle, à l' université de Zurich, celle de Cassel et celle de Berne, avant de s'installer définitivement à Cassel. De 1992 à 1999, il est professeur d'anthropologie et d'histoire culturelle à l' université de Brême, avant de revenir à Heidelberg.
Un de ses livres est traduit de l'allemand sous le titre Le temps du rêve : La frontière entre nature sauvage et civilisation . De 1988 à 2002, il publie son magnum opus en cinq volumes, Der Mythos vom Zivilisationsprozeß
.

### Livres de H.P.Duerr
- (de) Ni Dieu - ni mètre. Remarques anarchistes sur la théorie de la conscience et de la connaissance [« Ni Dieu - ni mètre. Anarchische Bemerkungen zur Bewußtseins- und Erkenntnistheorie »], 1974
- (de) Temps de rêve — Sur les frontières entre nature sauvage et civilisation [« Traumzeit. Über die Grenzen zwischen Wildnis und Zivilisation »], 1978
- (de) Satyricon, 1982
- (de) Sedna ou L'amour de la vie [« Sedna oder Die Liebe zum Leben »], 1984
- (de) Le mythe du processus de civilisation [« Der Mythos vom Zivilisationsprozeß »]
  - (de) 1. Nudité et pudeur[2] [« 1. Nackteit und Scham »], 1988

- - (de) 2. Intimité [« 2. Intimität »], 1990
  - (de) 3. Obsénité et violence [« 3. Obszönitat und Gewalt »], 1993
  - (de) 4. Le corps érotique [« 4. Der erotische Leib »], 1997
  - (de) 5. Les faits de la vie [« 5. Die Tatsachen des Lebens »], 2002
- (de) Petit déjeuner en vert. Essais et entretiens [« Frühstückk im Grünen »], 1994
- (de) Allers et retours [« Gänge und Untergänge »], 1999
- (de) Rungholt. Recherche d'une ville révolue [« Rungholt. Die Suche nach einer versunkenen Stadt »], 2005

- (de) Les enfers des Géants [« Tränen der Göttinen »], 2008

- (de) Le voyage des Argonautes [« Die Fahrt der Argonauten »], 2011